# Astrid Frank
Pour les articles homonymes, voir Frank.
Astrid Frank (née en 1944) est une actrice allemande.

## Filmographie sélective
- 1960 : Der wahre Jakob (de) de Rudolf Schündler
- 1960 : Une femme pour toute la vie (de) (Eine Frau fürs ganze Leben) de Wolfgang Liebeneiner
- 1963 : La Marraine de Charley (Charleys Tante) de Géza von Cziffra
- 1965 : Die Herren (de) de Rolf Thiele, Franz Seitz, Alfred Weidenmann
- 1966 : Le Marché noir de l'amour (de) (Schwarzer Markt der Liebe) d'Ernst Hofbauer
- 1968 : Déshabille-toi, poupée (de) (Zieh dich aus, Puppe) d'Ákos von Ráthonyi
- 1969 : À propos de la femme de Claude Pierson
- 1970 : La Horse de Pierre Granier-Deferre
- 1971 : L'Amour en vacances (Urlaubsreport – Worüber Reiseleiter nicht sprechen dürfen) d'Ernst Hofbauer
- 1971 : La Folie des grandeurs de Gérard Oury
- 1971 : Hôtel de la bricole (de) (Das Freudenhaus) d'Alfred Weidenmann
- 1971 : J'ai avorté, monsieur le Procureur (Paragraph 218 - Wir haben abgetrieben, Herr Staatsanwalt) d'Eberhard Schröder et Rob Houwer
- 1972 : Femmes en location (en) (Au Pair Girls) de Val Guest
- 1972 : Die dressierte Frau (de) d'Ernst Hofbauer
- 1972 : Les Dragueuses (Laß jucken, Kumpel) de Franz Marischka
- 1977 : À chacun son enfer d'André Cayatte
- 1979 : L'Associé de René Gainville